# Daniel Davison
Daniel Travis Davison (Douglasville, Georgia, 28 de enero de 1983) es un baterista estadounidense, músico, artista y cineasta. Es conocido por ser el baterista cofundador y exmiembro de la banda Norma Jean. Davison fue el último baterista activo de la banda de metalcore con sede en Florida, Underoath, antes de la ruptura de la banda en 2013.  Es también el fundador de Istmo Studios, una compañía de filmación. Davison nació en Douglasville, Georgia y reside en Filadelfia, Pensilvania.

## Carrera
Daniel pasó sus primeros años en la ciudad de Douglasville, Georgia. Recibió su primera batería como un regalo para su decimotercer cumpleaños, por su madre. Después de tocar la batería por unos pocos meses, Daniel se unió con un grupo de amigos y formó la banda Luti-Kriss, que más tarde evolucionaría a Norma Jean.
A los 15 años, la señora Calloway (Douglas County High School), lo introdujo en el mundo del arte. Daniel también comenzó a aprender sobre fotografía y desarrolló un intenso interés en fotogramas, que es una forma primitiva de la fotografía. Daniel continuó tocando la batería y también produjo todos los efectos visuales en vivo de Norma Jean para los siguientes 5 años. En 2007, después de 10 años con Norma Jean, Daniel decidió separarse de la banda y continuar su labor artística propia. Ahora toca la batería para la banda de post hardcore Underoath, con la que ha acabado de escribir, componer y grabar su séptimo trabajo y primero con Davison, Ø (Disambiguation), que es lanzado en noviembre del 2010.
Después de Norma Jean, Davison filmó varios vídeos, siguiendo su arte. A principios de 2010, Davison se unió a la banda de indie rock Colour Revolt, con la que grabó un disco llamado The Cradle. Davison entró a Underoath oficialmente el 10 de mayo de 2010, anunciando la grabación de un disco junto a Davison, y apariciones en festivales. Davison reemplazó en Underoath al baterista/vocalista Aaron Gillespie, que se retiró de la banda para dedicarse a su banda de rock alternativo The Almost.
Davison ayudó a escribir y grabar lo que sería el registro final de Underoath, Ø (Disambiguation). Underoath se  reunió en 2015, pero Davison no apareció en la nueva formación, debido a  que Gillespie volvió a la banda.
En febrero de 2015, Davison reemplazó a Ryan "Legs" Leger en la banda  Every Time I Die.

## Discografía
Con Underoath
- Lost In The Sound Of Separation (2008, batería adicional en unos temas)
- Ø (Disambiguation) (2010)

Con Luti-Kriss
- Luti-Kris/Travail Split 7" (1999)
- 5ep (2000)
- Throwing Myself (2001)

Con Norma Jean
- Norma Jean / MewithoutYou (2002)
- Bless the Martyr and Kiss the Child (2002)
- O God, the Aftermath (2005)
- Redeemer (2006)

Con Colour Revolt
- The Cradle (2010)